# Vahtermäen kallionaluslehto
Vahtermäen kallionaluslehto este o arie protejată (arie specială de conservare — SAC, sit de importanță comunitară — SCI) din Finlanda întinsă pe o suprafață de 15 ha, integral pe uscat.

## Localizare
Centrul sitului Vahtermäen kallionaluslehto este situat la coordonatele 60°53′38″N 26°42′40″E / 60.8939°N 26.7111°E.

## Înființare
Situl Vahtermäen kallionaluslehto a fost declarat sit de importanță comunitară în august 1998 pentru a proteja 1 specie de animale. Situl a fost protejat și ca arie specială de conservare în aprilie 2015.

## Biodiversitate
Situată în ecoregiunea boreală, aria protejată conține 4 habitate naturale: Pante stâncoase silicioase cu vegetație casmofită, Păduri fino-scandinave bogate în ierburi cu Picea abies, Păduri pe pante, grohotișuri și ravene de Tilio-Acerion, Mlaștini împădurite.
La baza desemnării sitului se află o specie protejată de  mamifere: veveriță zburătoare siberiană (Pteromys volans).